# فرودگاه گوانگجو

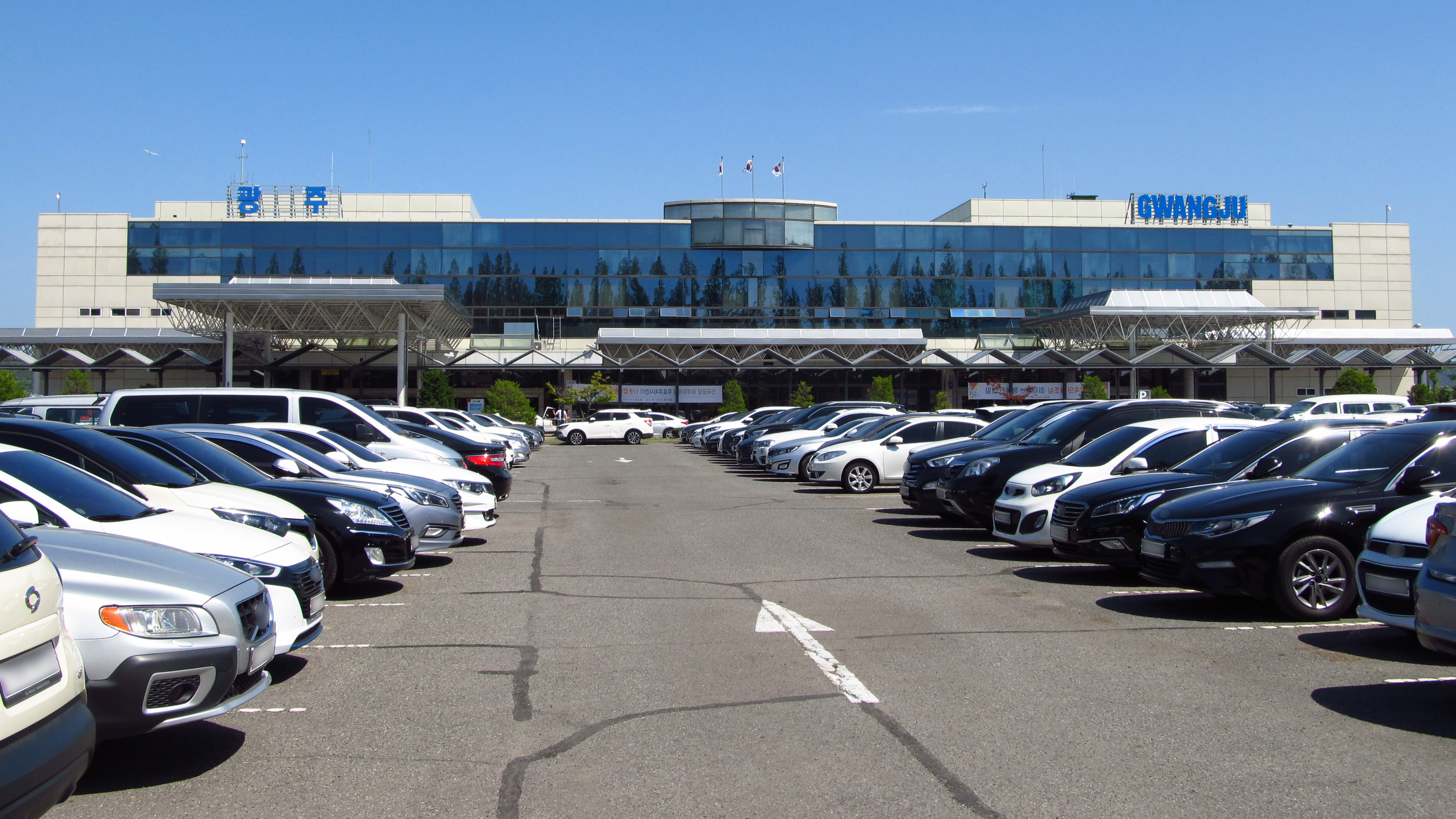
فرودگاه گوانگجو در گوانگسان گو، گوانگجو، جمهوری کره (کره جنوبی)

فرودگاه گوانگجو (به انگلیسی: Gwangju Airport) (به زبان بومی: 광주공항) یک فرودگاه نظامی و همگانی باربری با کد یاتا KWJ است که یک باند فرود بتن دارد و طول باند آن ۲۸۳۵ متر است. این فرودگاه در شهر گوانگجو کشور کره جنوبی قرار دارد و در ارتفاع ۱۲ متری از سطح دریا واقع شده است.